# Хрушовани (Топољчани)
Хрушовани (слч. Hrušovany) насељено је мјесто са административним статусом сеоске општине (слч. obec) у округу Топољчани, у Њитранском крају, Словачка Република.

## Становништво
| Година:    | 1994. | 2004.   | 2014.   | 2024.   |
| ---------- | ----- | ------- | ------- | ------- |
| Број људи: | 1133  | 1134    | 1101    | 1056    |
| Разлика:   |       | +0,08 % | -2,91 % | -4,08 % |

| Година:    | 2023. | 2024.   |
| ---------- | ----- | ------- |
| Број људи: | 1067  | 1056    |
| Разлика:   |       | -1,03 % |

Према подацима о броју становника из 2024. године насеље је имало 1056 становника.